# Na und?! (Ben-Zucker-Lied)
Na und?! ist ein Lied des deutschen Popschlager-Sängers Ben Zucker. Das Stück ist die erste Singleauskopplung aus seinem gleichnamigen Debütalbum.

## Entstehung und Artwork
Geschrieben wurde das Lied gemeinsam von Thorsten Brötzmann, Benni Fritsch (Ben Zucker), Philipp Klemz und Roman Lüth. Die Produktion des Stückes erfolgte durch die Zusammenarbeit von Brötzmann und Lüth, die auch beide zusammen am Keyboard zu hören sind. Darüber hinaus zeichnete Lüth eigens für die Abmischung verantwortlich. Das Mastering erfolgte durch HP Mastering Hamburg, unter der Leitung des Studioinhabers Hans-Philipp Graf. Neben Brötzmann und Lütz am Keyboard, wurden für das Einspielen der Gitarrenklänge die namhaften Studiomusiker Phil Kraus, Dirk Schlag und Peter Weihe engagiert. Na und?! wurde unter dem Musiklabel Airforce1 veröffentlicht, durch BMG Rights Management, Edition Philipp Klemz, den Hanseatic Musikverlag, Sony/ATV Music Publishing, TB-Music Publishing und Warner/Chappell Music verlegt sowie durch Universal Music Publishing vertrieben. Eine spätere CD-Single wurde ebenfalls durch das Musiklabel Music for Millions veröffentlicht.
Auf dem Cover der Maxi-Single ist – neben Künstlernamen und Liedtitel – der Oberkörper von Zucker zu sehen. Er trägt eine schwarz Lederjacke sowie ein weißes Shirt und hat seinen Blick in die Ferne gerichtet. Er befindet sich auf der Straße des 17. Juni in Berlin. Im Hintergrund ist verschwommen das Brandenburger Tor zu erkennen. Die Fotografie stammt von Ben Wolf.

## Veröffentlichung und Promotion
Die Erstveröffentlichung von Na und?! erfolgte als Einzeldownload am 24. März 2017. Rund zwei Monate später erschien mit Na und?! (Rico Bernasconi Edit) eine Remixversion des deutschen House-DJs Rico Bernasconi als Einzeldownload am 26. Mai 2017. Aufgrund des steigenden Anklangs erschien am 20. Oktober 2017 letztendlich eine 2-Track-Single zu Na und?! auf CD. Diese beinhaltet das Lied Was für eine geile Zeit – welches ebenfalls aus Zuckers Debütalbum stammt – als B-Seite.
Mit dem Lied erfolgten unter anderem Liveauftritte zur Hauptsendezeit bei Schlagercountdown – Das große Premierenfest (ARD), der Starnacht am Wörthersee 2017 (MDR/ORF), beim großen Sommer-Hit-Festival 2017 (ZDF), bei Willkommen 2018 (ZDF) oder der Schlagernacht des Jahres 2018 von der Berliner Waldbühne (rbb). Des Weiteren absolvierte Zucker weitere Liveauftritte wie unter anderem mehrfach im ZDF-Fernsehgarten.

## Inhalt
Der Liedtext zu Na und?! ist in deutscher Sprache verfasst und wurde von Thorsten Brötzmann, Benni Fritsch (Ben Zucker) und Philipp Klemz geschrieben. Zusammen mit Roman Lüth waren alle drei Liedtexter auch an der Komposition beteiligt. Musikalisch bewegt sich das Lied im Bereich des Pop-Schlagers. Das Tempo beträgt 110 Schläge pro Minute. Inhaltlich handelt es sich bei Na und?! um ein Liebeslied, in dem es darum geht, trotz aller Kritik von außen um seine Liebe zu kämpfen und alle Hindernisse zu überwinden. Es handelt sich hierbei um eine autobiografische Geschichte von Zucker. Er verarbeitet in Na und?! eine im vergangenen Jahr gescheiterte Liebesbeziehung, die ebenfalls voller Gegensätze war. Eigenen Angaben zufolge war er Musiker mit geringen Entgelt und sie eine erfolgreiche Unternehmerin. Das sei ein Problem für das Paar gewesen.
Aufgebaut ist das Lied auf zwei Strophen und einem Refrain. Es beginnt mit der ersten Strophe, auf die ein Pre-Chorus sowie schließlich der eigentliche Refrain folgt. Der gleiche Vorgang wiederholt sich mit der zweiten Strophe. Nach dem zweiten Refrain erfolgt eine Bridge, ehe das Lied mit einem letzten Refrain endet.

„Na und? – Ist mir egal, was die anderen über uns sagen.

Na und? – Scheißegal, werd’ dich für immer in mei’m Herzen tragen.

Denn das ist unser Leben, es ist unsre Zeit.

Werd’ dich für immer lieben, auch nach jedem Streit.

Na und? – Ist mir egal, was die anderen über uns sagen.“

## Musikvideo
Das Musikvideo zu Na und?! wurde in Berlin gedreht und hatte am 24. März 2017 auf YouTube seine Premiere. Am 28. Juni 2017 erschien ebenfalls ein Musikvideo zu Na und?! (Rico Bernasconi Edit), in dem jedoch dasselbe zu sehen ist. Das Video lässt sich in zwei Schauplätze unterteilen, die immer wieder im Wechsel zu sehen sind. Zum einen zeigt es Zucker, der das Lied mit seiner Gitarre begleitet in einer Stube singt. Zum anderen sind Szenen aus einem Berliner Taxi zu sehen, in dem verschiedene Liebespaare, die scheinbar auf den ersten Blick nicht zusammen passen, befördert werden. Die Gesamtlänge des Videos beträgt 3:41 Minuten. Regie führte der Berliner Filmregisseur Gregor Erler. Bis März 2023 zählten beide Musikvideos über 27 Millionen Aufrufe bei YouTube.

## Mitwirkende
| Liedproduktion - Thorsten Brötzmann: Keyboard, Komponist, Liedtexter, Musikproduzent - Hans-Philipp Graf: Mastering - Philipp Klemz: Komponist, Liedtexter - Phil Kraus: Gitarre - Roman Lüth: Abmischung, Keyboard, Komponist, Musikproduzent - Dirk Schlag: Gitarre - Peter Weihe: Gitarre - Ben Zucker/Benni Fritsch: Gesang, Komponist, Liedtexter Artwork - Gregor Erler: Regisseur (Musikvideo) - Ben Wolf: Fotograf (Cover) | Unternehmen - Airforce1: Musiklabel - BMG Rights Management: Verlag - Edition Philipp Klemz: Verlag - Hanseatic Musikverlag: Verlag - HP Mastering: Mastering - Molly Aida Film: Filmproduzent (Musikvideo) - Music for Millions: Musiklabel - Sony/ATV Music Publishing: Verlag - TB-Music Publishing: Verlag - Universal Music Publishing: Vertrieb - Warner/Chappell Music: Verlag |

## Kommerzieller Erfolg

### Chartplatzierungen
Na und?! erreichte in der Schweiz Rang 90 der Singlecharts und konnte sich eine Woche in den Charts platzieren. Es handelte sich hierbei um den ersten Charterfolg in den offiziellen Hitparaden von Zucker als Autor und Interpret. In Deutschland verfehlte die Single einen Charteinstieg in die offiziellen Singlecharts, jedoch konnte sich Na und?! an 140 Tagen in den deutschen iTunes-Tagesauswertungen platzieren und erreichte mit Rang 15 seine höchste Notierung am 27. August 2017.
Brötzmann erreichte hiermit in seiner Tätigkeit als Autor oder Musikproduzent bereits zum 33. Mal die Schweizer Hitparade. Für Lüth ist Na und?! der vierte Charterfolg in den Schweizer Singlecharts als Musikproduzent sowie der zweite nach Superstar (DJ Bobo) als Autor. Klemz erreichte als Autor hiermit erstmals die Schweizer Hitparade.
| ChartsChartplatzierungen | Höchstplatzierung | Wochen |
| ------------------------ | ----------------- | ------ |
| Schweiz (IFPI)           | 90 (1 Wo.)        | 1      |

### Auszeichnungen für Musikverkäufe
Im März 2023 wurde Na und?! in Deutschland mit einer Goldenen Schallplatte für 200.000 verkaufte Einheiten ausgezeichnet. Damit zählt das Lied in Deutschland zu den meistverkauften deutschsprachigen Schlagern der 2010er-Jahre.
| Land/Region        | Auszeichnungen für Musikverkäufe (Land/Region, Auszeichnung, Verkäufe) | Verkäufe |
| ------------------ | ---------------------------------------------------------------------- | -------- |
| Deutschland (BVMI) | Gold                                                                   | 200.000  |
| Insgesamt          | 1× Gold ·                                                              | 200.000  |